# 낙선재
낙선재(樂善齋)는 1847년에 헌종의 서재 겸 휴식을 취하는 공간으로 지어진 창덕궁의 건물이다. 본래 이름은 낙선당이었으며, 창경궁에 속해 있었다. 정면 6칸, 측면 2칸의 단층 건물이다. 2012년 3월 2일 대한민국의 보물 제1759호로 지정되었다.
고종 황제도 이곳에서 지낸 바 있으며, 1917년 창덕궁에 큰 불이 났을 때 순종 황제도 내전 대신 낙선재에 머물렀다. 이곳은 황족들이 마지막을 보낸 곳으로 유명하다. 마지막 황후인 순정효황후가 1966년까지 여기서 기거하다 숨졌으며, 1963년 고국으로 돌아온 의민태자, 그의 부인 이방자는 각각 1970년과 1989년 이곳에서 생을 마감했다. 덕혜옹주 역시 어려운 삶을 보내다 1962년 낙선재로 돌아와 여생을 보냈으며, 1989년 사망했다.

## 보물 지정사유

### 입지 현황 및 역사문화환경
낙선재는 창덕궁과 창경궁 경계에 위치하고 있다. 맨 좌측에 낙선재가 크게 자리 잡고 그 우측으로 석복헌과 수강재가 연이어져 있으며, 이들 뒤편에는 화초·석물·꽃담 굴뚝 등으로 가꾸어진 아름다운 화계와 그 위의 꽃담 너머로는 상량정·한정당·취운정이 위치해 있다.
원래 왕의 연침공간 조성을 목적으로 낙선재가 지어지고 이듬해에 빈의 처소를 위하여 석복헌을 짓고 수강재를 중수하여 오늘에 이르고 있다. 궁궐 안에 사대부 주택 형식으로 지은 건물로는 낙선재와 연경당 뿐이다.

### 연혁 및 건축적 특징
낙선재는 헌종 13년(1847)에 왕이 왕비와 대왕대비를 위해 마련하여 조선 왕실의 권위를 확립하고 자신의 개혁의지를 실천하기 위한 장소로 사용했다. 1884년 갑신정변 직후 고종의 집무소로 사용하고 그 후 조선왕조 마지막 의민태자가 1963년부터 1970년까지 살았으며, 1966년부터 1989년까지는 이방자 여사가 기거하였다. 낙선재는 비교적 옛 모습을 잘 간직하고 있으나 석복헌과 수강재는 상당 부분이 변형되어 있다.
낙선재는 남행각에 나있는 정문인 장락문을 들어서면 넓은 마당 건너에 정면 6칸,측면 2칸 규모로 자리 잡고 그 좌측에 서행각이 남행각과 직교로 연접해 있다. 맨 좌측에 앞으로 돌출한 1칸이 주형 초석 위에 놓여 누마루가 되면서 시선을 끈다. 누마루 뒤로는 온돌방 1칸을 두고 그 우측으로 대청 2칸, 온돌방 2칸, 다락방 1칸을 배열하였으며, 다락방 배면에도 흔치 않은 온돌방을 돌출되게 두었다. 2칸 대청과 온돌방 앞에는 툇마루가 시설되어 있고, 건물 뒤에는 쪽마루가 길게 깔려 있어 공간간 이동이 편리하다. 이 건물에는 궁궐의 권위와 위엄을 보여주는 수준높은 다양한 문양의 창호들이 설치되어 있다. 특히 누마루와 그 뒤 온돌방 사이의 만월문은 단연 돋보이는 백미로 누마루 공간의 위계를 읽게 한다.
구조양식은 잘 다듬은 화강석 바른 층 쌓기 한 기단 위에 방형 초석을 놓고 네모기둥을 세운 물익공 겹처마 팔작지붕 집이다. 물익공은 당초 문양으로 세련되게 초각하고 보머리와 보아지도 같은 수법으로 품위 있게 장식하여 궁궐의 면모를 갖추게 했다. 주간은 소로로 수장하고, 누마루의 머름대 아래에는 아름답게 초각한 낙양이 장식되어 있어 누 부분이 더욱 돋보인다. 상부가구는 몸채는 5량가, 누마루는 3량가로 가구하고 미려하게 다듬은 대량 위에 당초문양을 양각한 화려한 제형판대공을 세워 종도리를 받게 했다.

### 지정 가치
낙선재는 궁궐 내의 침전건축과는 달리 단청을 하지 않고 사대부주택형식으로 건축되었으나, 궁궐 침전형식이 응용되면서 다른 곳에서는 쉽게 찾아볼 수 없는 다양한 문양의 장식이 특히 주목되며, 조선 후기 건축 장인(匠人)들의 축적된 기량을 엿볼 수 있어 건축적인 가치가 높다. 또한 조선왕가의 실제 침전으로 사용된 역사성도 중요한 건물이다.

## 낙선재 권역
낙선재의 주변에 지어진 건물들을 통틀어 낙선재 권역이라고 한다. 문화재청에서는 크게 낙선재, 석복헌, 수강재, 취운정, 한정당, 상량정이 여기 속한다고 한다.

### 보소당
보소당(寶蘇堂)은 낙선재 동편의 당(堂)이다. 소동파로 잘 알려진 소식을 보배로 삼는다는 뜻으로, 헌종의 당호이다. 보소당에 수장된 인존을 모은 《보소당인존》이 전해진다.

### 장락문
장락문(長樂門)은 낙선재 남행각에 위치한 정문이다. 현판의 글씨는 흥선대원군이 썼다.

### 석복헌
석복헌(錫福軒)은 낙선재가 지어진 이듬해인 1848년에 지어진 건물이다. 후궁인 경빈 김씨를 위해 조성되었다.

### 수강재
수강재(壽康齋)는 1785년에 지어진 건물이다. 순원왕후가 사용했으며, 덕혜옹주도 여기서 기거하였다.

### 한정당
한정당(閒靜堂)은 취운정 서쪽 담장의 일각문 밖에 있는 건물로, 일제강점기인 1917년 이후에 지어졌다.

### 취운정
취운정(翠雲亭)은 수강재 북측 화계 위에 있는 정자로, 1686년에 지어졌다. 숙종이 이 곳을 배경으로 시를 여러 편 남겼다.

### 상량정
상량정(上凉亭)은 낙선재 서북쪽에 위치한 정자이다. 본래 평원루(平遠樓)였으나 일제강점기에 이름을 바꾼 것으로 여겨진다. 1820년에서 1849년 사이에 건설되었다.

## 같이 보기
- 창덕궁
- 통일정

## 참고 자료
- 창덕궁 낙선재 (昌德宮 樂善齋) - 국가유산청 국가유산포털
- 이 문서에는 문화재청에서 공공누리 제1유형으로 배포된 자료를 바탕으로 한 내용이 포함되어 있습니다.